# Christofer Fjellner
Gustav Christofer Ingemar Fjellner (født 13. december 1976) er siden 2004 svensk medlem af Europa-Parlamentet, valgt for Moderaterne (indgår i parlamentsgruppen Gruppen for Det Europæiske Folkeparti).